# Alberto d'Incisa
Alberto d'Incisa (fl. XIII secolo) è stato un vescovo cattolico italiano, vescovo di Acqui nel 1251.

## Biografia
Discendente della famiglia dei marchesi d'Incisa, Alberto fu nominato nel 1244 amministratore della chiesa di Santa Maria de Flosco di Rocchetta e il 7 aprile 1250 cappellano personale di papa Innocenzo IV.
Nominato vescovo nel 1251 a settembre di quell'anno investì la famiglia Rotondo di Roccaverano della raccolta delle decime a Olmo e il 28 novembre dello stesso anno ottenne tramite breve il permesso di officiare le funzioni religiose in cattedrale a porte chiuse e senza suono delle campane nei periodi di interdetto generale.
Sempre nel 1251, consideratosi inadatto al ruolo di vescovo, rinunciò alla cattedra episcopale. Il 27 novembre dello stesso anno il papa lo nominò amministratore della diocesi di Acqui, incarico che ebbe termine il 29 aprile 1252, quando fu nominato il suo successore Enrico II.
Il 18 dicembre 1252 ottenne dal papa il canonicato della diocesi morinense e l'arcidiaconato delle Fiandre.